# Nengone (llengua)
Nengone és una llengua austronèsia parlada majoritàriament a l'àrea tradicional de Nengone, a les ille de Maré i Tiga, a les illes Loyauté, Nova Caledònia. Té 8,700 parlants nadius i l'estatut de llengua regional de França. Aquest estatut implica que els alumnes poden fer una prova opcional en batxillerat a Nova Caledònia mateix o a la França metropolitana. Com les altres llengües canac és regulat actualment per l'"Académie des langues kanak", fundada oficialment en 2007.
Se'n considera un dialecte l'Iwateno, llengua cerimonial utilitzada per a dirigir-se als caps de la tribu.